# Piratosa bicoloripes
Piratosa bicoloripes är en spindelart som beskrevs av Roewer 1960. Piratosa bicoloripes ingår i släktet Piratosa och familjen vargspindlar.
Artens utbredningsområde är Rwanda. Inga underarter finns listade i Catalogue of Life.